# یواس‌اس الکات (ای‌پی‌ای-۸۰)
یواس‌اس الکات (ای‌پی‌ای-۸۰) (به انگلیسی: USS Elkhart (APA-80)) یک کشتی بود که طول آن ۴۲۶ فوت (۱۳۰ متر) بود. این کشتی در سال ۱۹۴۴ ساخته شد.